# Made in Ukraine (альбом)
Made in Ukraine — п'ятий студійний альбом українського гурту Брати Гадюкіни, який було презентовано 1 вересня 2014 року у Києві.

## Про альбом
Своєрідним поштовхом до випуску альбому стала Революція Гідності й початок бойових дій на сході України. Як зауважили музиканти, альбом створений для того, щоб привернути увагу до нинішньої ситуації в країні.
Зважаючи на політичну ситуацію в країні, музиканти не змогли оминути і політичну тему. Так у пісні «Жаба» згадується російський президент Володимир Путін.
Звукорежисером альбому виступив Євдоким Решетько. Саундпродюсери — Євдоким Решетько і Павло Крахмальов.

## Композиції
| #   | Назва               | Автор слів   | Автор музики | Тривалість |
| --- | ------------------- | ------------ | ------------ | ---------- |
| 1.  | «Злидні»            | І. Мельничук | І. Мельничук | 5:20       |
| 2.  | «Грай!»             | І. Мельничук | І. Мельничук | 4:54       |
| 3.  | «Волосся на долоні» | І. Мельничук | І. Мельничук | 4:22       |
| 4.  | «Чічка Маричка»     | І. Мельничук | І. Мельничук | 4:14       |
| 5.  | «Пилип з конопель»  | І. Мельничук | І. Мельничук | 4:22       |
| 6.  | «Молишся, сину?»    | І. Мельничук | І. Мельничук | 4:00       |
| 7.  | «День народження»   | І. Мельничук | І. Мельничук | 4:14       |
| 8.  | «Nobody Loves Me»   | І. Мельничук | І. Мельничук | 3:58       |
| 9.  | «Рік шлюбу»         | І. Мельничук | І. Мельничук | 3:50       |
| 10. | «Без Тіні»          | І. Мельничук | І. Мельничук | 4:32       |
| 11. | «Жаба»              | І. Мельничук | І. Мельничук | 3:54       |
| 12. | «Чорна горівка»     | І. Мельничук | І. Мельничук | 3:18       |
| 13. | «Міліон Кубометрів» | І. Мельничук | І. Мельничук | 3:44       |
| 14. | «Secondhand Man»    | І. Мельничук | І. Мельничук | 3:18       |
| 15. | «Вниз по Черемошу»  | І. Мельничук | І. Мельничук | 3:38       |
| 16. | «Made In Ukraine»   | І. Мельничук | І. Мельничук | 5:10       |

## Учасники запису
- Павло Крахмальов — йоніка, спів
- Геннадій Вербяний — гітара, спів
- Михайло Лундін — бубни, спів
- Ігор Мельничук — бас, спів
- Андрій Скачко — гітара
- Антон Бурико — труба
- Олег Кадук — саксофон
- Володимир Пушкар — тромбон
- Андрій Войтюк — гармоніка устна
- Євдоким Решетько — гітара, перкусія, дудка, гобой
- Олена Романовська — спів
- Лілія Кувалдіна — спів
- Неля Цапенко — спів 1, 15